# Panglao
Panglao è una municipalità di quinta classe delle Filippine, situata nella Provincia di Bohol, nella Regione del Visayas Centrale.
Panglao è formata da 10 baranggay:
- Bil-isan
- Bolod
- Danao
- Doljo
- Libaong
- Looc
- Lourdes
- Poblacion
- Tangnan
- Tawala